# 1980年中華民國立法委員選舉
1980年中華民國立法委員選舉於1980年12月6日舉行，為中華民國第一屆立法院第三次增額立法委員選舉。該選舉於自由地區舉行，與增額國大代表選舉同時舉行。共有97名名額（含27名總統遴選之海外僑選立委）。
本次選舉為美麗島事件後黨外運動人士遭大量逮捕後的首屆選舉，不少美麗島受刑人家屬包括姚嘉文之妻周清玉、張俊宏之妻許榮淑、黃信介弟弟黃天福，都受「中央民意代表選舉黨外候選人聯誼會」推薦參選。選舉結果黨外在立委得票率獲28%、國代得票率31%，得以接近1977年省市議員選舉的成績。在立委部分，許榮淑在臺灣省第三選區（中中彰投）當選立委，黃天福也當選臺北市選區立法委員。:308-309

## 背景
本屆增額選舉原定於1978年12月舉行，然而選舉前美國突然宣布與中華民國斷交，因此總統蔣經國決議將選舉延後舉行。而後隔年12月10日在高雄市爆發美麗島事件，不少相關人物遭到逮捕。其餘黨外人士不少也投入了本屆選舉，爭取更多政治發聲空間。

## 舉行
1980年中華民國立法委員選舉經一日投票選舉後，經統計，全台灣選舉人數為9,921,965；投票人數6,584,338，投票率達66.36%。此次選舉順利選出區域立委52位、山胞立委2位、職業團體立委16位，合計70位，加上由總統遴選的僑選立委27位，合計97位增額立委。

## 區域、山胞及職業團體立委當選名單
| 選區             | 選區               | 名額 | 中國國民黨                                                       | 無黨籍                   |
| ---------------- | ------------------ | ---- | ---------------------------------------------------------------- | ------------------------ |
| 台北市           | 台北市             | 8    | 李志鵬、黃聯富、周文勇、林鈺祥、雷渝齊、紀政                     | 黃天福*、康寧祥*         |
| 高雄市           | 高雄市             | 5    | 于樹潔、方啟榮、王清波、張榮顯                                   | 蘇秋鎮*                  |
| 台灣省           | 第一選區（北基宜） | 8    | 蔡讚雄、林坤鐘、周大業、周書府、吳梓                             | 蔡勝邦、鄭余鎮*、黃煌雄* |
| 台灣省           | 第二選區（桃竹苗） | 6    | 溫錦蘭、呂學儀、劉碧良、李天仁、古胡玉美                         | 張德銘*                  |
| 台灣省           | 第三選區（中彰投） | 9    | 洪昭男、劉松藩、林庚申、謝生富、周基順、沈世雄、林炳森、許張愛簾 | 許榮淑*                  |
| 台灣省           | 第四選區（雲嘉南） | 8    | 郭俊次、游榮茂、蕭天讚、李宗仁、林聯輝、洪玉欽                   | 黃正安、許哲男*          |
| 台灣省           | 第五選區（高屏澎） | 5    | 王金平、黃河清、鍾榮吉、李明相                                   | 黃余綉鸞*                |
| 台灣省           | 第六選區（花、東） | 2    | 郭榮宗、饒穎奇                                                   |                          |
| 福建省（金、連） | 福建省（金、連）   | 1    | 吳金贊                                                           |                          |
| 平地山胞         | 平地山胞           | 1    | 林通宏                                                           |                          |
| 山地山胞         | 山地山胞           | 1    | 華愛                                                             |                          |
| 農民團體         | 農民團體           | 4    | 陳瑞斌、蔡友土、蘇火燈、蕭瑞徵                                   |                          |
| 漁民團體         | 漁民團體           | 2    | 林榮國、黃澤青                                                   |                          |
| 工人團體         | 工人團體           | 4    | 陳錫淇、謝深山、李友吉                                           | 楊登洲                   |
| 工業團體         | 工業團體           | 2    | 許勝發、黃志達                                                   |                          |
| 商業團體         | 商業團體           | 2    | 黃綿綿、蔡萬才                                                   |                          |
| 教育團體         | 教育團體           | 2    | 賴晚鐘、譚鳴皋                                                   |                          |

- 標註者為黨外聯誼會成員

## 僑選立委遴選名單
| 選區   | 包含地區     | 名額 | 中國國民黨                                     | 中國青年黨     | 無黨籍 |
| ------ | ------------ | ---- | ---------------------------------------------- | -------------- | ------ |
| 第一區 | 東北亞地區   | 2    | 李合珠、焉晉珽                                 |                |        |
| 第二區 | 港澳地區     | 5    | 徐亨、梁永燊、湯煥暉、卜少夫、張寬             |                |        |
| 第三區 | 亞洲其他地區 | 7    | 陳廣深、柯叔寶、許國良、劉英若、馬須鈴、羅世宗 |                | 陳昌耀 |
| 第四區 | 北美洲地區   | 5    | 伍千鈞、曾燕山、朱榮業、謝文慶                 |                | 胡國棟 |
| 第五區 | 中南美洲地區 | 1    | 陳松波                                         |                |        |
| 第六區 | 歐洲地區     | 2    | 黃聰、苑國恩                                   |                |        |
| 第七區 | 非洲地區     | 1    | 李朱志筠                                       |                |        |
| 第八區 | 大洋洲地區   | 1    | 余宜滄                                         |                |        |
| 不分區 | 不分區       | 3    | 林基源                                         | 謝學賢、張海清 |        |

## 得票統計
各區域選區、平地山胞、山地山胞及職業團體的詳細投票結果，於上述列表列出。